# Swans Crossing
Swans Crossing fue un drama juvenil que estuvo en antena durante 13 semanas desde el 29 de julio de 1992 hasta el 25 de septiembre de 1992.

## Sinopsis
La serie relata las vivencias de un grupo de adolescentes que viven en un pueblo costero llamado Swans Crossing.
Sydney Rutledge (Sarah Michelle Gellar) es la hija de la alcaldesa,Margaret Rutledge.Ellos viven justo al lado de su mayor rival político,Grant Booth y de su familia.
Sydney entabla una estrecha amistad en secreto con Garret Booth (Shane McDermott),el hijo de Grant Booth, pero los padres se enteran y construyen un muro literal entre ellos y sus casas. La pareja se separa, pero todavía se queda en los mismos grupos sociales, generando una lucha encarnizada entre ellos conforme avanza la temporada.
Otros personajes importantes en Swans Crossing son J.T. Adams (Tom Carroll) y Neil Atwater (Eddie Robinson),que son grandes amigos y genios científicos, Bobby "Saja" De Castro (Alex Tanaka),la hermana de Saja,Sophia Eva McCormick Decastro (Mira Sorvino),Sandy Swan (Kristen Mahon) y Owen Fowler (Evan Ferrante),los músicos talentosos,Jimmy Clayton (Devin Doherty) y Callie Walker (Stacey Moseley),los mecánicos de coches,Glory Booth (Carisa Dahlbo),la hermana más joven de Garrett y el interés amoroso de J.T.,Nancy Robbins (Kristy Barbera),la mejor amiga de Sydney,y  Mila Rosnovsky (Brittany Daniel),la nueva novia de Garrett y hija de una condesa.
Espías, los primeros amores, los certificados falsos de nacimiento, y la preservación de especies en peligro de extinción, alimentado de las parcelas. Un argumento importante que nunca se resolvió. Garrett chantajea a Sydney con el hecho de que pudiera demostrar que se cambió al nacer con Sandy Swan, después de hacer la paz con Callie y Jimmy, que se ofreció a encontrar las pruebas para saber si era cierto.
- Datos: Q3978587